# Zemono
Zemono este o localitate din comuna Vipava, Slovenia, cu o populație de 82 de locuitori.